# NKOTBSB
NKOTBSB е компилация на американските поп групи Ню Кидс он дъ Блок и Бекстрийт Бойс. Албумът излиза на пазара на 24 май 2011 година и съдържа по 5 хита от всяка група (избирани от техните почитатели), както и две нови песни. Едната е All in My Head, която е неиздавана песен на Бекстрийт Бойс от техния албум This is Us и Dont Turn out the Lights и един мегамикс. Албумът дебютира под номер 7 в САЩ и са продадени над 40 000 копия през първата седмица.
Двете групи изнасят концерт заедно за първи път през лятото на 2010 година. През лятото на 2011 година те са заедно на турне, което носи същото име.

## Списък с песните

### Оригинален траклист
1. „Step By Step“ – 4:25 (Ню Кидс он дъ Блок)
2. „I Want It That Way“ – 3:29 (Бекстрийт Бойс)
3. „You Got It (The Right Stuff)“ – 4:08 (Ню Кидс он дъ Блок)
4. „Everybody (Backstreet's Back)“ – 4:44 (Бекстрийт Бойс)
5. „Please Don't Go Girl“ – 4:07 (Ню Кидс он дъ Блок)
6. „As Long as You Love Me“ – 3:29 (Бекстрийт Бойс)
7. „Hangin' Tough“ – 3:45 (Ню Кидс он дъ Блок)
8. „Larger than Life“ – 3:50 (Бекстрийт Бойс)
9. „I'll Be Loving You (Forever)“ – 4:19 (Ню Кидс он дъ Блок)
10. „Quit Playing Games (With My Heart)“ – 3:51 (Бекстрийт Бойс)
11. „All In My Head“ – 3:51
12. „Don't Turn Out the Lights“ – 3:29
13. „NKOTBSB Mashup“ – 6:35

### Делукс издание (DVD)
1. „Don't Turn Out the Lights Recording Session“
2. „NKOTBSB Tour Rehearsal“
3. „NKOTBSB Photo Shoot“